# State Coroner
State Coroner ('gerechtelijk lijkschouwer') is een Australische dramaserie die op de Australische televisie werd uitgezonden van 1997 tot 1998.

## Cast
| Acteur               | Personage                    |
| -------------------- | ---------------------------- |
| Wendy Hughes         | State Coroner Kate Ferrari   |
| Bob Baines           | Deputy Coroner Clive Trimble |
| Elaine Smith         | Dr. Julie Travers            |
| Nick Carrafa         | George Cardillo              |
| Kristian Pithie      | Paul Weiss                   |
| Elise McCredie       | Sharon Riley                 |
| Christopher Gabardi  | Senior Const. Daniel Ferris  |
| Christopher Stollery | Sgt. Dermot McLeod           |
| Asher Keddie         | Claire Ferrari               |
| Andrew Clarke        | Colin Docker                 |
| James Reyne          | Liam Pearce                  |